# Ticodendron
Ticodendron incognitum — єдиний вид Ticodendron і єдиний представник родини Ticodendraceae. Він найбільш близький до родини Betulaceae. Він був виявлений лише в 1989 році в Коста-Риці, оскільки раніше його не помічали через середовище проживання в погано досліджених хмарних лісах і його дуже «звичайний» вигляд; подальші дослідження показали, що його ареал простягається від південної Мексики (Веракрус, Оахака, Чіапас), на південь через Центральну Америку до Панами.
Це дерево заввишки 20–30 м, зовні схоже на вільху, з черговими простими листками довжиною 5–12 см із зубчастим краєм. Це, як правило, дводомне, з окремими чоловічими та жіночими рослинами.

## Скам'янілості
Викопні плоди †Ferrignocarpus bivalvis із середнього еоцену Орегону та раннього еоцену лондонської глиняної флори південної Англії за морфологією та анатомією тісно відповідають плодам Ticodendron.